# Ley Paola Buenrostro
La Ley Paola Buenrostro es una ley que tipifica como delito el transfeminicidio en Ciudad de México. Esta reforma legislativa lleva el nombre de Paola Buenrostro, una trabajadora sexual transgénero que fue asesinada el 30 de septiembre del 2016, por un guardia de seguridad, quien confesó que la había matado tras escuchar su voz y saber que era una mujer trans.
La iniciativa legislativa fue presentada ante el Congreso de la Ciudad de México en 2021 por el diputado Temístocles Villanueva Ramos, del partido Morena. Sin embargo, el 1 de marzo del 2024, el congreso local de Nayarit aprobó una reforma a su código penal estatal para tipificar el transfeminicidio como delito con una pena máxima de 60 años de cárcel, siendo así el primer estado en hacerlo.
El 18 de julio de 2024, el Congreso de la Ciudad de México aprobó, en lo general y lo particular, la Ley Paola Buenrostro para tipificar los transfeminicidios y castigarlos con una pena de 35 a 70 años de prisión. 

## Asesinato de Paola Buenrostro
El 30 de septiembre del 2016, Paola Buenrostro subió al automóvil de Arturo Felipe Delgadillo Olvera después de que éste solicitara sus servicios. El auto avanzó y Delgadillo, guardia de seguridad con arma designada para su uso en horario laboral, disparó contra Buenrostro. El crimen fue atestiguado por Kenya Cuevas  que junto con otras trabajadoras sexuales y policías detuvieron a Delgadillo y lo dispusieron ante la fiscalía de la alcaldía Cuauhtémoc. 2 días después del asesinato, el juez Gilberto Cervantes Hernández dejó en libertad a Delgadillo por no tener las pruebas suficientes para comprobar que él disparó el arma. Asimismo, durante la investigación, las autoridades nombraron a Paola como "Manuel", "Alejandro", "el occiso" o "el sexoservidor", negándole el derecho a la identidad de género.
El 5 de octubre de 2016, Cuevas junto con otras mujeres trans se manifestaron en la Avenida Insurgentes de la Ciudad de México en contra de los asesinatos de las mujeres trans y llamando al reconocimiento de derechos humanos básicos de las personas trans.

## Seguimiento al caso
En 2018, a consecuencia del caso, Kenya Cuevas fundó la Asociación Civil Casa de las Muñecas Tiresias, con el propósito de trabajar por el reconocimiento y la defensa de los derechos humanos de la comunidad LGBT+, y la Casa Hogar Paola Buenrostro en 2019, el primer albergue para mujeres trans en México.
En 2019, la Comisión de Derechos Humanos de la Ciudad de México lanzó una recomendación para que la Procuraduría General de Justicia declarara el delito como transfeminicidio,siendo ésta la primera vez que lo realiza. Ernestina Godoy, la fiscal general de justicia, aceptó la recomendación y, en 2021, pidió una disculpa pública por los actos de agravio realizados por las autoridades durante y después de la investigación del transfeminicidio de Buenrostro.
Delgadillo Olvera continúa prófugo, por lo que Cuevas promovió una recompensa de $500 mil pesos para su búsqueda y detención, de manera que pueda iniciarse un juicio en su contra y su crimen sea calificado de transfeminicidio.

## Iniciativa de ley
La Ley Paola Buenrostro busca la tipificación del transfeminicidio como delito, de manera que se garantice el respeto a la identidad de género de las víctimas, prevenir la revictimización y empoderar a su familia elegida. El 5 de octubre de 2021, el diputado Temístocles Villanueva, de Morena, presentó una iniciativa en el Congreso de CDMX para la tipificación del transfeminicidio como delito en la capitalcon penas de 35 a 70 años de cárcel.
La iniciativa fue escrita con la colaboración de Cuevas,  la Asociación Civil Casa de las Muñecas Tiresias y Letra S. La iniciativa reforma artículos del Código Civil del Código Penal local, de la Ley Orgánica de la Fiscalía General de Justicia de la Ciudad de México y de la Ley de Víctimas para tipificar el transfeminicidio y garantizar el acceso a la justicia de las víctimas. En 2022, Villanueva intentó subir la iniciativa a Pleno sin éxito, y el 25 de marzo del 2024 volvió a presentarla ante el Congreso.
El 1° de marzo del 2024, el congreso local de Nayarit aprobó una reforma a su código penal estatal para tipificar el transfeminicidio como delito, con una pena máxima de 60 años de cárcel.
El 18 de julio de 2024, el Congreso de la Ciudad de México aprobó, con 54 votos a favor y 1 en contra, la Ley Paola Buenrostro para tipificar los transfeminicidios y castigarlos con una pena de 35 a 70 años de prisión. Además, la ley estipula que, en caso de que la familia sanguínea no reclame el cuerpo de la víctima o vulnere su identidad o expresión de género, el cuerpo debe entregarse a su familia social. Asimismo, las actas de defunción puede ser tramitada por la familia social de la víctima para asegurar que no se vulnere su identidad o expresión de género.